# Slackline
El slackline és un esport d'equilibri en el qual es fa servir una cinta que s'enganxa entre dos punts fixos, normalment arbres, i es tensa. El slackline es diferencia del funambulisme en què en el funambulisme es camina sobre un cable metàl·lic totalment tens, mentre que en el slackline es camina sobre una cinta plana de nylon o polièster flexible. En la corda fluixa, com la mateixa paraula indica, es camina sobre una corda que no està tensada.
En el slackline la cinta és lleugerament elàstica, cosa que permet efectuar salts i moviments més dinàmics. La tensió de la cinta pot ser ajustada per satisfer el nivell d'experiència de l'usuari. La característica dinàmica de la cinta permet fer trucs com salts i "flips" (girs). Al mateix temps, es poden realitzar postures de ioga o acrobàtiques, cosa que permet diferents modalitats d'entrenament.
Dins del slackline es poden trobar diferents modalitats que utilitzen els mateixos principis i materials. El tipus de slackline més comú és el "trickline", on la cinta s'ubica a poca distància del terra i està bastant tensada. En aquesta modalitat es practiquen salts i trucs. Les "longlines" són cintes de més de trenta metres i s'utilitzen principalment per a caminar, ja que requereixen concentració i pràctica. La modalitat més extrema es coneix com a "highline" i es realitza sobre cintes ubicades a més de vint metres d'altura. Les "highlines" requereixen un equip especial i experiència en seguretat i muntatge.

## Història
L'origen del slackline s'atorga a un parell d'escaladors de la Vall de Yosemite, a Califòrnia, a principis dels anys 1980. Adán Grosowsky i Jeff Ellington comencen a caminar per cadenes fluixes i cables a prop dels aparcaments com a forma d'entrenament. Amb el temps comencen a utilitzar el seu propi material d'escalada per a caminar-hi per sobre. L'esport va anar en augment entre els escaladors de la vall, i posteriorment es va expandir a tot el món.

## Rècords mundials
Slackline més alta (highline)El record de la slackline més alta el va aconseguir Víctor Lillo el 3 d'agost de 2006, a Kjerag, Noruega. La slackline tenia una altura màxima aproximada de mil metres. La fita fou repetida per Aleksander Mork el setembre de 2007 i posteriorment per Dean Potter i Andy Lewis.
Slackline més llarga (longline)El rècord el tenen els alemanys Damian Jörren i Stefan Junghannß quan el 4 de juny de 2010 van creuar una cinta de 306,8 metres de longitud, superada el 9 de maig de 2015 amb 610 metres (2,000 ft), per Alexander Schulz a Mongòlia.
Slackline més llarga en alturaAndy Lewis va creuar una "highline" (slackline instal·lada a gran altura) de 103,5 metres de llarg, al desert de Mojave a Utah.